# Pocé-sur-Cisse
Pocé-sur-Cisse is een gemeente in het Franse departement Indre-et-Loire (regio Centre-Val de Loire). De plaats maakt deel uit van het arrondissement Tours. Pocé-sur-Cisse telde op 1 januari 2022 1.760 inwoners.

## Geografie
De oppervlakte van Pocé-sur-Cisse bedroeg op 1 januari 2022 10,61 vierkante kilometer; de bevolkingsdichtheid was toen 165,9 inwoners per km².

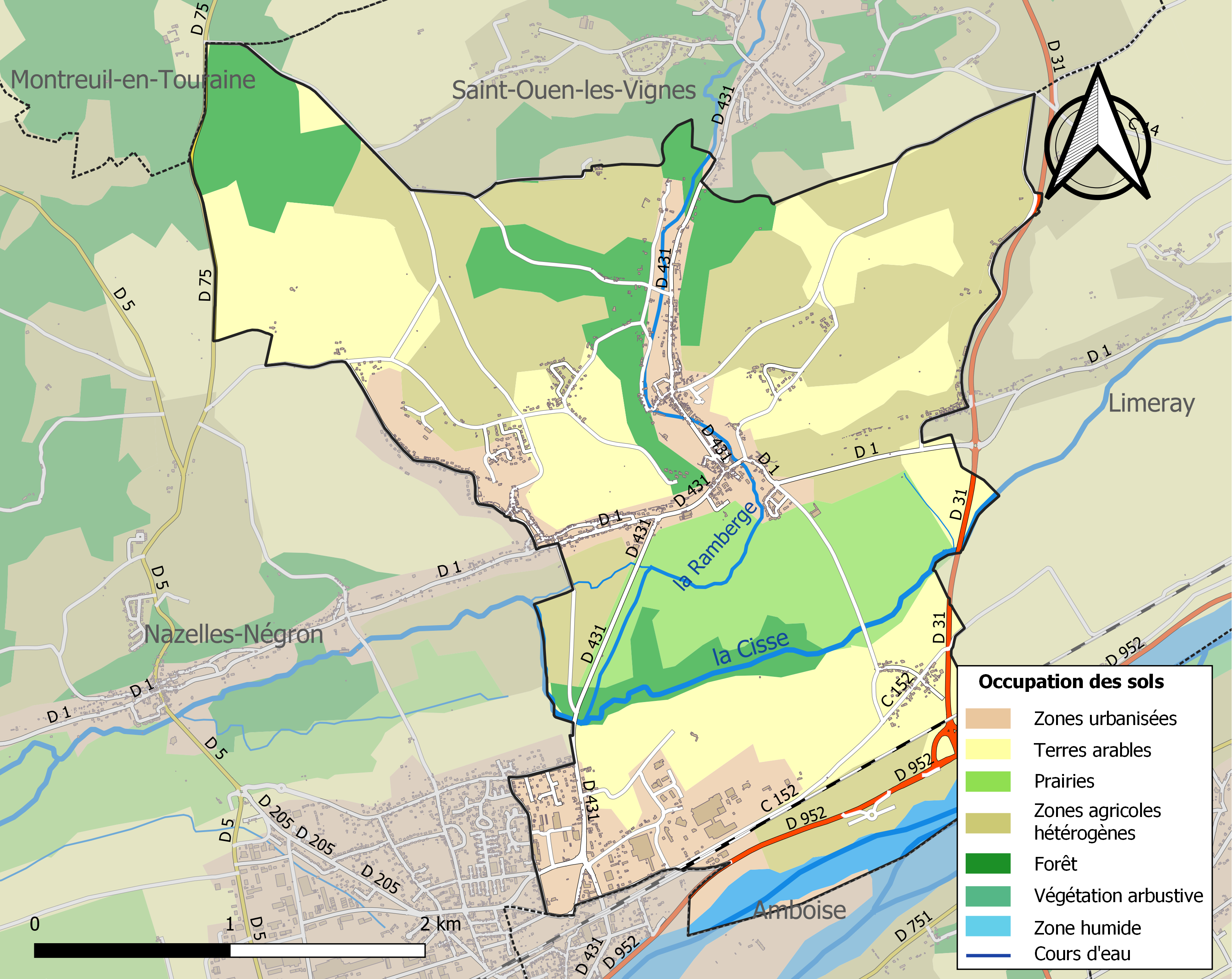
Kaart van de gemeente met belangrijkste infrastructuur, bodemgebruik en omliggende gemeenten

## Demografie
Onderstaande figuur toont het verloop van het inwonertal (bron: INSEE-tellingen).